# Pierrefitte-ès-Bois
Pierrefitte-ès-Bois är en kommun i departementet Loiret i regionen Centre-Val de Loire strax norr Frankrikes mitt. Kommunen ligger i kantonen Châtillon-sur-Loire som tillhör arrondissementet Montargis. År 2022 hade Pierrefitte-ès-Bois 286 invånare.

## Befolkningsutveckling
Antalet invånare i kommunen Pierrefitte-ès-Bois
| Referens: INSEE |